# دعيج ناصر
دعيج ناصر (18 يناير 1983-)، لاعب كرة قدم بحريني، يلعب حاليًا في نادي الحالة البحريني وفي منتخب البحرين الوطني لكرة القدم في مركز الهجوم.

## مسيرته الرياضية
في 17 أكتوبر 2004 وقع عقد مع نادي الشمال القطري لمدة موسم واحد مقابل 200 ألف دولار أميركي.
كان ناصر هداف الدوري المحلي في موسم 2003-04 بعد أن انتقل إلى المحرق قادما من نادي الحالة. شارك مع المنتخب في كأس آسيا 2004 في الصين وسجل هدفًا في الدور نصف النهائي في مرمى المنتخب الياباني حامل اللقب.

## وصلات خارجية
- دعيج ناصر على موقع قاعدة بيانات كرة القدم.إي يو (الإنجليزية)
- دعيج ناصر على موقع ناشيونال فوتبول تيمز (الإنجليزية)